# Systemiska sjukdomar
Systemiska sjukdomar är en informell beteckning för sjukdomar som drabbar hela kroppen, eftersom de ingår i något organsystem.
Till de systemiska sjukdomarna hör endokrina sjukdomar (hormonsjukdomar), vissa infektionssjukdomar, sjukdomar i hjärt- och kärlsystemet, förgiftningar samt ansamling av miljögifter och hormonstörande ämnen, vissa autoimmuna sjukdomar, aggressiv cancer, lungsjukdomar, ämnesomsättningssjukdomar, näringsrubbningar, och blodsjukdomar.
Systemiska sjukdomar kännetecknas av flertaliga, mångtydiga symtom och allmänpåverkan, såsom trötthet eller förändrad dygnsrytm, förändringar i puls och blodtryck, diffus eller svårförklarlig smärta (exempelvis entesalgi, artralgi, allodyni), förändrade matvanor eller hungerkänslor (t.ex. anorexi, hyperfagi, saltsug), förändrad törst (såsom polydipsi), förändrad kroppstemperatur, synrubbningar, urinerings- eller avföringsbesvär, svettningar, förändrad kroppslukt, menstruationsstörningar, förändrad könsdrift (exempelvis erektil dysfunktion, frigiditet), nagelförändringar, hårförändringar (t.ex. håravfall, skört hår, grånande hår, hirsutism), färgförändringar i huden (pigmentförändringar, palmarerytem, livedo reticularis, rodnad, cyanos, med mera) och svårtolkade hudbesvär.  De kan t.ex. ge organiska psykiska störningar, yttra sig i viktminskning eller fetma eller förändra placeringen av kroppsfettet, och kan bli livshotande till följd av organsvikt.